# Argélia nos Jogos Olímpicos de Verão de 2008
A Argélia participou dos Jogos Olímpicos de Verão de 2008, em Pequim, na China.  O país estreou nos Jogos em 1964 e esta foi sua 11ª participação.

## Medalhas
| Atleta         | Esporte | Evento              | Medalha |
| -------------- | ------- | ------------------- | ------- |
| Amar Benikhlef | Judô    | Até 90 kg masculino | Prata   |
| Soraya Haddad  | Judô    | Até 52 kg feminino  | Bronze  |

## Desempenho

### Atletismo
Masculino
| Atleta            | Evento               | Preliminares | Preliminares | Semifinal   | Semifinal   | Final       | Final       |
| Atleta            | Evento               | Marca        | Posição      | Marca       | Posição     | Marca       | Posição     |
| ----------------- | -------------------- | ------------ | ------------ | ----------- | ----------- | ----------- | ----------- |
| Nadjim Manseur    | 800 metros           | 1m45s62      | 3º q         | 1m45s54     | 4º q        | 1m47s19     | 8º          |
| Nabil Madi        | 800 metros           | 1m45s75      | 6º q         | 1m45s63     | 5º Q        | 1m45s96     | 7º          |
| Antar Zerguelaïne | 800 metros           | Não largou   | Não largou   | Não avançou | Não avançou | Não avançou | Não avançou |
| Antar Zerguelaïne | 1500 metros          | 3m42s30      | 34º Q        | 3m40s64     | 20º         | Não avançou | Não avançou |
| Tarek Boukensa    | 1500 metros          | 3m36s11      | 9º Q         | 3m39s73     | 17º         | Não avançou | Não avançou |
| Kamel Boulahfane  | 1500 metros          | 3m45s59      | 43º          | Não avançou | Não avançou | Não avançou | Não avançou |
| Ali Saidi-Sief    | 5000 metros          | 14m15s00     | 35º          |             |             | Não avançou | Não avançou |
| Khoudir Aggoune   | 10000 metros         |              |              |             |             | Não largou  | Não largou  |
| Rabia Makhloufi   | 3000m com obstáculos | 8m29s74      | 35º          |             |             | Não avançou | Não avançou |
| Mohamed Ameur     | 20km marcha          |              |              |             |             | 1h32m21s    | 48º         |
| Issam Nima        | Salto em distância   | Não largou   | Não largou   |             |             | Não avançou | Não avançou |

Legenda: Q - Classificação direta q - Classificação por tempo
Feminino
| Atleta          | Evento               | Preliminares | Preliminares | Semifinal | Semifinal | Final       | Final       |
| Atleta          | Evento               | Marca        | Posição      | Marca     | Posição   | Marca       | Posição     |
| --------------- | -------------------- | ------------ | ------------ | --------- | --------- | ----------- | ----------- |
| Nahida Touhami  | 1500 metros          | 4m18s99      | 30º          |           |           | Não avançou | Não avançou |
| Widad Mendil    | 3000m com obstáculos | 9m52s35      | 37º          |           |           | Não avançou | Não avançou |
| Souad Aït Salem | Maratona             |              |              |           |           | 2h28m29s    | 9º          |
| Baya Rahouli    | Salto triplo         | 13,87m       | 22º          |           |           | Não avançou | Não avançou |

Legenda: Q - Classificação direta q - Classificação por tempo

### Badminton
Masculino
| Atleta        | Evento  | Fase de 64             | Fase de 32                     | Fase de 16             | Quartas                | Semifinais             | Final                  | Final       |
| Atleta        | Evento  | Adversário e resultado | Adversário e resultado         | Adversário e resultado | Adversário e resultado | Adversário e resultado | Adversário e resultado | Posição     |
| ------------- | ------- | ---------------------- | ------------------------------ | ---------------------- | ---------------------- | ---------------------- | ---------------------- | ----------- |
| Nabil Lasmari | Simples |                        | DEN P. Gade D 0-2 (6-21; 4-21) | Não avançou            | Não avançou            | Não avançou            | Não avançou            | Não avançou |

### Boxe
| Atletas              | Evento           | Fase de 32                  | Oitavas                          | Quartas                | Semifinais             | Final                  |
| Atletas              | Evento           | Adversário e resultado      | Adversário e resultado           | Adversário e resultado | Adversário e resultado | Adversário e resultado |
| -------------------- | ---------------- | --------------------------- | -------------------------------- | ---------------------- | ---------------------- | ---------------------- |
| Abdelhalim Ouradi    | Peso galo        | IRL J. Nevin D 4-9          | Não avançou                      | Não avançou            | Não avançou            | Não avançou            |
| Abdelkader Chadi     | Peso pena        |                             | THA S. Adi V 7-6                 | TUR Y. Kılıç D 6-13    | Não avançou            | Não avançou            |
| Hamza Kramou         | Peso leve        | CUB Y. Ugás D 3-21          | Não avançou                      | Não avançou            | Não avançou            | Não avançou            |
| Nabil Kassel         | Peso médio       |                             | IRL D. Sutherland D 14-21 (RSCH) | Não avançou            | Não avançou            | Não avançou            |
| Abdelhafid Benchebla | Peso meio-pesado | IND D. Kumar V 23-3 (RSCOS) | EGY R. Yasser V 13-6             | CHN Zhang X. D 7-12    | Não avançou            | Não avançou            |
| Abdelaziz Toulbini   | Peso pesado      |                             | USA D. Wilder D 4-10             | Não avançou            | Não avançou            | Não avançou            |
| Newfel Ouatah        | Peso superpesado |                             | VEN J. Payares V 7-5             | UKR V. Glazkov D 4-10  | Não avançou            | Não avançou            |

### Ciclismo de estrada
Masculino
| Atleta          | Evento             | Final         | Final         |
| Atleta          | Evento             | Tempo         | Posição       |
| --------------- | ------------------ | ------------- | ------------- |
| Hichem Chaabane | Corrida em estrada | Não completou | Não completou |

### Esgrima
Feminino
| Atleta           | Evento             | Fase de 64             | Fase de 32             | Fase de 16             | Quartas de final       | Semifinais             | Final                  |
| Atleta           | Evento             | Adversário e resultado | Adversário e resultado | Adversário e resultado | Adversário e resultado | Adversário e resultado | Adversário e resultado |
| ---------------- | ------------------ | ---------------------- | ---------------------- | ---------------------- | ---------------------- | ---------------------- | ---------------------- |
| Nadia Bentaleb   | Espada individual  |                        | HUN E. Szász D 4-15    | Não avançou            | Não avançou            | Não avançou            | Não avançou            |
| Anissa Khelfaoui | Florete individual | USA H. Thompson D 2-11 | Não avançou            | Não avançou            | Não avançou            | Não avançou            | Não avançou            |

### Judô
Masculino
| Atleta          | Evento  | Fase de 32                   | Fase de 16                  | Quartas                       | Semifinais                      | Repescagem                      | Repescagem             | Repescagem             | Final                         | Final            |
| Atleta          | Evento  | Fase de 32                   | Fase de 16                  | Quartas                       | Semifinais                      | 1ª fase                         | Quartas                | Semifinais             | Final                         | Final            |
| Atleta          | Evento  | Adversário e resultado       | Adversário e resultado      | Adversário e resultado        | Adversário e resultado          | Adversário e resultado          | Adversário e resultado | Adversário e resultado | Adversário e resultado        | Pos.             |
| --------------- | ------- | ---------------------------- | --------------------------- | ----------------------------- | ------------------------------- | ------------------------------- | ---------------------- | ---------------------- | ----------------------------- | ---------------- |
| Omar Rebahi     | −60 kg  | UZB R. Sobirov D 0000-1001   | Não avançou                 | Não avançou                   | Não avançou                     | Não avançou                     | Não avançou            | Não avançou            | Não avançou                   | Não avançou      |
| Mounir Benamadi | −66 kg  | AUS S. Brown V 1010-0000     | UZB M. Sharipov D 0000-0001 | Não avançou                   | Não avançou                     | Não avançou                     | Não avançou            | Não avançou            | Não avançou                   | Não avançou      |
| Amar Meridja    | −73 kg  | BLR K. Semenov D 0010-0102   | Não avançou                 | Não avançou                   | Não avançou                     | Não avançou                     | Não avançou            | Não avançou            | Não avançou                   | Não avançou      |
| Amar Benikhlef  | −90 kg  | MAR M. El Assri V 0011-0001  | ESP D. Alarza V 1020-0001   | SUI S. Aschwanden V 0001-0000 | FRA Y-H. Dafreville V 1000-0000 |                                 |                        |                        | GEO I. Tsirekidze D 0000-0001 | Medalha de prata |
| Hassane Azzoun  | −100 kg | AZE M. Miraliyev D 0001-1000 |                             |                               |                                 | GEO L. Zhorzholiani D 0001-1001 | Não avançou            | Não avançou            | Não avançou                   | Não avançou      |

Feminino
| Atleta           | Evento | Fase de 32                 | Fase de 16                      | Quartas                 | Semifinais              | Repescagem                   | Repescagem                | Repescagem             | Final                       | Final             |
| Atleta           | Evento | Fase de 32                 | Fase de 16                      | Quartas                 | Semifinais              | 1ª fase                      | Quartas                   | Semifinais             | Final                       | Final             |
| Atleta           | Evento | Adversário e resultado     | Adversário e resultado          | Adversário e resultado  | Adversário e resultado  | Adversário e resultado       | Adversário e resultado    | Adversário e resultado | Adversário e resultado      | Pos.              |
| ---------------- | ------ | -------------------------- | ------------------------------- | ----------------------- | ----------------------- | ---------------------------- | ------------------------- | ---------------------- | --------------------------- | ----------------- |
| Meriem Moussa    | −48 kg | GAB S. Ilendou V 0011-0000 | GER M. Baschin D 0000-0101      | Não avançou             | Não avançou             | Não avançou                  | Não avançou               | Não avançou            | Não avançou                 | Não avançou       |
| Soraya Haddad    | −52 kg | LUX M. Muller V 0211-0000  | SEN H. Diedhiou V 0010-0001     | KOR Kim K-O V 0210-0001 | CHN Xian D. D 0000-1001 |                              |                           |                        | KAZ S. Kaliyeva V 0121-0010 | Medalha de bronze |
| Leila Atrous     | −57 kg | CHN Xu Y. D 0001-1001      |                                 |                         |                         | FIN N. Koivumaki D 0000-0001 | Não avançou               | Não avançou            | Não avançou                 | Não avançou       |
| Kahina Saidi     | −63 kg | MLT M. Bezzina V 0200-0000 | NED E. Willeboordse D 0001-1100 | Não avançou             | Não avançou             | Não avançou                  | Não avançou               | Não avançou            | Não avançou                 | Não avançou       |
| Rachida Ouerdane | −70 kg |                            | NED E. Bosch D 0010-0110        |                         |                         | FIJ S. Nasiga V 1001-0000    | USA R. Rousey D 0000-1001 | Não avançou            | Não avançou                 | Não avançou       |

### Halterofilismo
Feminino
| Atleta          | Evento | Arranque (kg) | Arremesso (kg) | Total (kg)    | Posição       |
| --------------- | ------ | ------------- | -------------- | ------------- | ------------- |
| Leila Lassouani | -63kg  | 85,0          | -              | Não completou | Não completou |

### Lutas
Greco-romana
| Atleta            | Evento | Oitavas de final            | Quartas de final       | Semifinal              | Repescagem 1ª rodada   | Repescagem 2ª rodada   | Final                  |
| Atleta            | Evento | Adversário e resultado      | Adversário e resultado | Adversário e resultado | Adversário e resultado | Adversário e resultado | Adversário e resultado |
| ----------------- | ------ | --------------------------- | ---------------------- | ---------------------- | ---------------------- | ---------------------- | ---------------------- |
| Mohamed Serir     | -66 kg | RUS S. Kovalenko D 0-6, 0-6 | Não avançou            | Não avançou            | Não avançou            | Não avançou            | Não avançou            |
| Messaoud Zeghdane | -74 kg | GER K. Schneider D 1-4, 0-4 | Não avançou            | Não avançou            | Não avançou            | Não avançou            | Não avançou            |
| Samir Bouguerra   | -96 kg | CHN Jiang H. D 0-5, 0-3     | Não avançou            | Não avançou            | Não avançou            | Não avançou            | Não avançou            |

### Natação
Masculino
| Atleta(s)      | Evento       | Eliminatórias | Eliminatórias | Semifinal   | Semifinal   | Final       | Final       |
| Atleta(s)      | Evento       | Tempo         | Posição       | Tempo       | Posição     | Tempo       | Posição     |
| -------------- | ------------ | ------------- | ------------- | ----------- | ----------- | ----------- | ----------- |
| Sofiane Daid   | 100 m peito  | 1:02.45       | 44º           | Não avançou | Não avançou | Não avançou | Não avançou |
| Mehdi Hamama   | 200 m medley | 2:04.91       | 41º           | Não avançou | Não avançou | Não avançou | Não avançou |
| Salim Iles     | 50 m livre   | 22.35         | 23º           | Não avançou | Não avançou | Não avançou | Não avançou |
| Nabil Kebbab   | 100 m livre  | 49.38         | 32º           | Não avançou | Não avançou | Não avançou | Não avançou |
| Mahrez Mebarek | 200 m livre  | 1:52.66       | 51º           | Não avançou | Não avançou | Não avançou | Não avançou |

### Remo
Masculino
| Equipe                              | Evento           | Eliminatórias | Eliminatórias | Repescagem | Repescagem | Quartas | Quartas | Semifinal | Semifinal | Final   | Final    |
| Equipe                              | Evento           | Tempo         | Posição       | Tempo      | Posição    | Tempo   | Posição | Tempo     | Posição   | Tempo   | Posição  |
| ----------------------------------- | ---------------- | ------------- | ------------- | ---------- | ---------- | ------- | ------- | --------- | --------- | ------- | -------- |
| Chaouki Dries                       | Skiff simples    | 7:57.65       | 5º SE/F       |            |            |         |         | 7:34.84   | 3º FE     | 7:32.82 | 6º (30º) |
| Kamel Ait Daoud Mohamed Ryad Garidi | Skiff duplo leve | 6:43.94       | 5º R          | 7:05.73    | 6º SC/D    |         |         | 6:43.80   | 4º FD     | 6:46.46 | 1º (20º) |

### Tênis de mesa
Masculino
| Atleta(s)    | Evento     | Preliminar                                          | 1ª etapa               | 2ª etapa               | 3ª etapa               | 4ª etapa               | Quartas                | Semifinais             | Final                  |
| Atleta(s)    | Evento     | Adversário e resultado                              | Adversário e resultado | Adversário e resultado | Adversário e resultado | Adversário e resultado | Adversário e resultado | Adversário e resultado | Adversário e resultado |
| ------------ | ---------- | --------------------------------------------------- | ---------------------- | ---------------------- | ---------------------- | ---------------------- | ---------------------- | ---------------------- | ---------------------- |
| Idir Khourta | Individual | AUS H. Henzell D 1-4 (11-8, 3-11, 2-11, 5-11, 8-11) | Não avançou            | Não avançou            | Não avançou            | Não avançou            | Não avançou            | Não avançou            | Não avançou            |

### Voleibol
Feminino
| Equipe | Fase de Grupos | Fase de Grupos | Quartas de final       | Semifinal              | Final                  | Pos. |
| Equipe | Adversário e resultado | Pos.           | Adversário e resultado | Adversário e resultado | Adversário e resultado | Pos. |
| --- | --- | -------------- | ---------------------- | ---------------------- | ---------------------- | ---- |
| Narimène Madani Fatma-Zohra Oukazi Faïza Tsabet Sérine Hanaoui Lydia Oulmou Nawel Mansouri Mouni Abderrahim Melinda Hanaoui Nassima Ben Hamouda Tassadit Aïssou Raouia Rouabhia Safia Boukhima | BRA Brasil D 0 - 3 (11-25; 11-25; 10-25) SRB Sérvia D 0 - 3 (14-25; 13-25; 13-25) ITA Itália D 0 - 3 (7-25; 20-25; 12-25) RUS Rússia D 0 - 3 (11-25; 19-25; 10-25) KAZ Cazaquistão D 1 - 3 (18-25; 20-25; 25-17; 16-25) | 6º (gr. B)     | Não avançou            | Não avançou            | Não avançou            | 11º  |

Legenda
| Recorde mundial      | Recorde mundial (World record)               |                       | Recorde africano                      | Recorde africano (African) |                                           | Q | Classificado por posição (Qualified) |
| Recorde olímpico     | Recorde olímpico (Olympic record)            | Recorde da América    | Recorde da América (Americas)         | q                          | Classificado por melhor tempo (Qualified) |   |                                      |
| Melhor marca do ano  | Melhor marca do ano (World leading)          | Recorde asiático      | Recorde asiático (Asian)              | DNS                        | Não largou (Did not start)                |   |                                      |
| Recorde nacional     | Recorde nacional (National record)           | Recorde europeu       | Recorde europeu (European)            | DNF                        | Não terminou (Did not finish)             |   |                                      |
| Recorde pessoal      | Recorde pessoal do atleta (Personal best)    | Recorde da Oceania    | Recorde da Oceania (Oceania)          | DSQ / DQ                   | Desclassificado (Disqualified)            |   |                                      |
| Recorde da temporada | Recorde da temporada do atleta (Season best) | Recorde sul-americano | Recorde sul-americano (South America) | NM                         | Sem marca (No mark)                       |   |                                      |

### Remo
| S | Classificado(a) para as semifinais |    |                        | FA | Final A (disputa de medalhas) |  |  | FD | Final D (sem medalhas) |
| Q | Classificado(a) para as quartas    | FB | Final B (sem medalhas) | FE | Final E (sem medalhas)        |  |  |    |                        |
| R | Classificado(a) para a repescagem  | FC | Final C (sem medalhas) | FF | Final F (sem medalhas)        |  |  |    |                        |